# Wolf Pack de Hartford
Pour les articles homonymes, voir Wolf Pack.
Le Wolf Pack de Harftord est une franchise professionnelle de hockey sur glace de la Ligue américaine de hockey en Amérique du Nord. Elle fait partie de la division Atlantic dans l'association de l'Est. L'équipe fait partie du holding Cablevision.

## Histoire
En 1997, les Rangers de Binghamton déménagent à Hartford pour devenir le Wolf Pack de Hartford. Ce déménagement fait suite à celui des Whalers de Hartford à Raleigh qui deviennent les Hurricanes de la Caroline. Le premier match des Packs a lieu le 4 octobre 1997. En 1999-2000, la franchise remportent la Coupe Calder.
L'équipe est renommée Whale du Connecticut le 27 novembre 2010 puis, après avoir joué trois saisons sous ce nom, elle décide en 2013 de reprendre son ancien nom.

## Logos

Logo du Whale du Connecticut de 2010 à 2013.
Logo actuel.

## Statistiques
| Saison    | PJ | V  | D  | N  | DP | DTB | BP  | BC  | Pts | Classement                             | Séries éliminatoires                               | Entraîneur                           | Capitaine         |
| --------- | -- | -- | -- | -- | -- | --- | --- | --- | --- | -------------------------------------- | -------------------------------------------------- | ------------------------------------ | ----------------- |
| 1997-1998 | 80 | 43 | 24 | 12 | 1  | 0   | 272 | 227 | 99  | 2e Nouvelle-Angleterre                 | Éliminés en finale d'association                   | E.J. McGuire                         | Ken Gernander     |
| 1998-1999 | 80 | 38 | 31 | 5  | 6  | 0   | 256 | 256 | 87  | 2e Nouvelle-Angleterre                 | Éliminés au 2e tour                                | E.J. McGuire                         | Ken Gernander     |
| 1999-2000 | 80 | 49 | 22 | 7  | 2  | -   | 249 | 198 | 107 | Champions Division Nouvelle-Angleterre | Vainqueurs de la Coupe Calder                      | John Paddock                         | Ken Gernander     |
| 2000-2001 | 80 | 40 | 26 | 8  | 6  | 0   | 263 | 247 | 94  | 2e Nouvelle-Angleterre                 | Éliminés au 1er tour                               | John Paddock                         | Ken Gernander     |
| 2001-2002 | 80 | 41 | 26 | 10 | 3  | 0   | 249 | 243 | 95  | 2e Est                                 | Éliminés au 2e tour                                | John Paddock                         | Ken Gernander     |
| 2002-2003 | 80 | 33 | 27 | 12 | 8  | 0   | 255 | 236 | 86  | 3e Est                                 | Éliminés en tour préliminaire                      | Ryan McGill                          | Ken Gernander     |
| 2003-2004 | 80 | 44 | 22 | 12 | 2  | 0   | 198 | 153 | 102 | Champions Division Atlantique          | Éliminés en finale d'association                   | Ryan McGill                          | Ken Gernander     |
| 2004-2005 | 80 | 50 | 24 | 3  | 3  | 0   | 206 | 160 | 106 | 2e Division Atlantique                 | Éliminés au 1er tour                               | Ryan McGill                          | Ken Gernander     |
| 2005-2006 | 80 | 48 | 24 | 0  | 6  | 2   | 292 | 231 | 104 | 2e Division Atlantique                 | Éliminés au 2e tour                                | Jim Schoenfeld                       | Craig Weller      |
| 2006-2007 | 80 | 47 | 29 | 0  | 3  | 1   | 231 | 201 | 98  | 2e Division Atlantique                 | Éliminés au 1er tour                               | Jim Schoenfeld                       | Craig Weller      |
| 2007-2008 | 80 | 50 | 20 | 0  | 2  | 8   | 266 | 198 | 110 | 2e Division Atlantique                 | Éliminés au 1er tour                               | Ken Gernander                        | Craig Weller      |
| 2008-2009 | 80 | 46 | 27 | 0  | 3  | 4   | 243 | 216 | 99  | Champions Division Atlantique          | Éliminés au 1er tour                               | Ken Gernander                        | Andrew Hutchinson |
| 2009-2010 | 80 | 36 | 33 | 0  | 6  | 5   | 231 | 251 | 83  | 6e Division Atlantique                 | Non qualifiés                                      | Ken Gernander                        | Greg Moore        |
| 2010-2011 | 80 | 40 | 32 | -  | 2  | 6   | 221 | 223 | 88  | 3e Division Atlantique                 | Éliminés au 1er tour                               | Ken Gernander                        | Dane Byers        |
| 2011-2012 | 76 | 36 | 26 | -  | 7  | 7   | 210 | 208 | 86  | 2e Division Nord-Est                   | Éliminés au 2e tour                                | Ken Gernander                        | Wade Redden       |
| 2012-2013 | 76 | 35 | 32 | -  | 6  | 3   | 213 | 222 | 79  | 2e Division Nord-Est                   | Non qualifiés                                      | Ken Gernander                        | Aucun             |
| 2013-2014 | 76 | 37 | 32 | -  | 1  | 6   | 202 | 220 | 81  | 3e Division Nord-Est                   | Non qualifiés                                      | Ken Gernander                        | Aaron Johnson     |
| 2014-2015 | 76 | 43 | 24 | -  | 5  | 4   | 221 | 214 | 95  | Champions Division Nord-Est            | Éliminés en finale d'association                   | Ken Gernander                        | Aucun             |
| 2015-2016 | 76 | 41 | 32 | -  | 3  | 0   | 202 | 199 | 85  | 6e Division Atlantique                 | Non qualifiés                                      | Ken Gernander                        | Ryan Bourque      |
| 2016-2017 | 76 | 24 | 46 | -  | 4  | 2   | 194 | 280 | 54  | 7e Division Atlantique                 | Non qualifiés                                      | Ken Gernander                        | Mat Bodie         |
| 2017-2018 | 76 | 34 | 33 | -  | 6  | 3   | 208 | 252 | 77  | 6e Division Atlantique                 | Non qualifiés                                      | Keith McCambridge                    | Joe Whitney       |
| 2018-2019 | 76 | 29 | 36 | -  | 7  | 4   | 209 | 266 | 69  | 8e Division Atlantique                 | Non qualifiés                                      | Keith McCambridge                    | Cole Schneider    |
| 2019-2020 | 62 | 31 | 20 | -  | 6  | 5   | 171 | 173 | 73  | 4e Atlantique                          | Séries annulées à cause de la pandémie de Covid-19 | Kris Knoblauch                       | Steven Fogarty    |
| 2020-2021 | 24 | 14 | 9  | -  | 1  | 0   | 82  | 74  | 29  | 2e Atlantique                          | Séries annulées à cause de la pandémie             | Kris Knoblauch                       | Steven Fogarty    |
| 2021-2022 | 72 | 32 | 32 | -  | 6  | 2   | 205 | 225 | 72  | 7e Atlantique                          | Non qualifiés                                      | Kris Knoblauch                       | Jonny Brodzinski  |
| 2022-2023 | 72 | 35 | 29 | -  | 4  | 7   | 227 | 215 | 69  | 5e Division Atlantique                 | Éliminés en finale de division                     | Kris Knoblauch                       | Jonny Brodzinski  |
| 2023-2024 | 72 | 34 | 28 | -  | 7  | 3   | 204 | 219 | 69  | 5e Division Atlantique                 | Éliminés en finale de division                     | Kris Knoblauch Steve Smith (intérim) | Jonny Brodzinski  |

## Personnalités

### Capitaines
- Ken Gernander (1997-2005)
- Craig Weller (2005-2007)
- Andrew Hutchinson (2007-2008)
- Greg Moore (2008-2009)
- Dane Byers (2009-2010)
- Wade Redden (2011-2012)
- Aaron Johnson (2013-2014)
- Ryan Bourque (2015-2016)
- Mat Bodie (2016-2017)
- Joe Whitney (2017-2018)
- Cole Schneider (2018-2019)
- Steven Fogarty (2019-2020)
- Vincent LoVerde (2021)
- Jonny Brodzinski (depuis 2021)

### Entraîneurs
- E.J. McGuire (1997-1999)
- John Paddock (1999-2002)
- Ryan McGill (2002-2005)
- Jim Schoenfeld (2005-2007)
- Ken Gernander (2007-2017)
- Keith McCambridge (2017-2019)
- Kris Knoblauch (2019-novembre 2023)
- Steve Smith (novembre 2023-juin 2024), intérim
- Grant Potulny (depuis 2024)